# Канонерські човни типу «Евер»
Канонерські човни типу «Евер» — клас з 14 «праскових» канонерських човнів Королівського флоту Нідерландів.

## Контекст

### Перехід до побудови неброньованих канонерок
Після вступу у стрій моніторів типу «Гейлігерле» та активним будівництвом моніторів типу «Аддер» 1870 р. військово-морський міністр вирішив спрямувати ресурси на побудову броненосця («Конінг дер Недерланден»), який мав замінити старі неброньовані парові кораблі для виконання завдань з охорони Нідерландської Ост-Індії. Натомість в інтересах берегової оборони вирішили будувати дешевші неброньовані канонерські човни, водночас озброєні потужними гарматами.

### Замовлення
До середини 1871 року влада вела переговори з компанією Армстронга в Ньюкаслі на Тайні щодо побудови двох канонерських човнів типу «Евер». Перші кораблі, побудовані в Нідерландах, були споруджені Державною Верф'ю в Амстердамі. Перше замовлення для комерційних верфей у Нідерландах було на три канонерські човни у «Конігліке Фабрік» в Амстердамі та три у «Феєнорд».

## Конструкція
Тип «Евер» був створений за зразком британського канонерського човна «Стонч». Зрештою і ВМС Нідерландів, і Королівський флот включили до свого складу серії канонерських човнів, побудованих за зразком «Стонч». У Королівського флоту такою серією стали озброєні 10-дюймовою гарматою канонерські човни типу «Ент». Нідерландський флот залишився ближчим до конструкції оригінального «Стонча», вибравши 9-дюймову гармату, на той час вже стандартний головний калібр, зокрема й на нідерландських моніторах та броненосцях.
Довжина типу «Евер» була менш як 25 м. Канонерські човни не мали броні, але оббитий залізом бруствер захищав екіпаж від рушничного вогню. На багатьох фотографіях видно три амбразури для ведення вогню.

### Озброєння
Кораблі були озброєні 9-дюймовою дульнозарядною гарматою Армстронга вагою 13 тонн.
У 1875—1876 роках флот дійшов висновку, що гармата Армстронга вже застаріла. Це було приблизно у той самий час, коли спустили на воду більшість канонерських човнів типу «Евер». Тому розміри наступної серії канонерських човнів, типу «Водан», було збільшено встановити казеннозарядну гармату Круппа 28 cm A 1. Для вже побудованих «Евер» це було неможливо. У серпні 1887 року почалися роботи по переходу озброєння на 21-см казеннозарядні гармати. «Гавік» і «Раф» були першими кораблями, які отримали нову гармату. До 1 липня 1890 року всі кораблі цього класу були озброєні: 1 гарматою 21 см А № 1, 2 гармати 37 мм, 1 револьверна гармата 37 мм.